# Plexippoides gestroi
Plexippoides gestroi là một loài nhện trong họ Salticidae.
Loài này thuộc chi Plexippoides. Plexippoides gestroi được Raymond Comte de Dalmas miêu tả năm 1920.